# Municipio de Portsmouth (Carolina del Norte)
El municipio de Portsmouth (en inglés: Portsmouth Township) es un municipio ubicado en el  condado de Carteret en el estado estadounidense de Carolina del Norte. En el año 2010 tenía una población de 0 habitantes.

## Geografía
El municipio de	Portsmouth se encuentra ubicado en las coordenadas 34°46′22.58″N 76°54′58.79″O / 34.7729389, -76.9163306.